# 복수동
복수동(福守洞)은 대전광역시 서구에 있는 행정동 및 법정동이다. 서구의 남쪽에 자리한 지역으로, 동쪽으로 중구 산성동과 사정동이 유등천을 경계로 하여 접해 있고, 서쪽은 정림동이 자리하였으며, 북쪽은 도마1,2동이 있고, 남쪽은 중구 안영동과 경계를 이루고 있다. 오량산, 쟁기봉, 유등천 등 천혜의 자원이 있는 지역으로, 서부외곽도로 준공 등 서남부권의 교통요충 지역이 되고 있으며, 복수 토지구획정리사업 시행으로 인한 전원도시 지역이다. 대전서부소방서, 대전서부경찰서, 국립자연휴양림관리소 등 주요 기관이 입지하고 있다.

## 역사
조선시대 초기엔 공주군에 속해서 유등천면에 속했다가 조선시대 말기 1895년 고종 32년 행정구역을 변경할 때 회덕군에 편입되었다. 1914년 일제가 행정구역을 개혁할 때에 도마리 일부를 병합하여 복수리라 하여 대전군 유천면에 편입되었다가, 1963년 1월 1일 대전시 구역확장에 따라 대전시에 편입되면서 복수동이라하고 대전시 중구에 속하게 되었다. 1988년 1월 1일 대전시 서구에 편입되었으며, 1989년 1월 1일 직할시로 승격되면서 정림동 일부가 편입되었고 같은 해 11월 15일 정림동 군인아파트가 복수동으로 편입되었다. 1995년 1월 1일 대전직할시가 대전광역시로 개칭됨에 따라 대전광역시 서구 ‘복수동’이라 부르게 되었다.

## 주요 기관
- 대전서부경찰서
- 대전서부소방서
- 국립자연휴양림관리소

## 아파트
| 단지명                     | 건설사         | 시행사         | 주소                   | 입주        | 비고 |
| -------------------------- | -------------- | -------------- | ---------------------- | ----------- | ---- |
| 초록마을 1단지 예미지      | 금성백조주택㈜ | 금성백조주택㈜ | 서구 복수동로 21-19    | 2005년 11월 |      |
| 초록마을 2단지 현진에버빌  | 현진종합건설㈜ | 현진종합건설㈜ | 서구 복수동로 21-20    | 2005년 3월  |      |
| 초록마을 3단지 천일베리굿  | ㈜천일건설     | ㈜천일건설     | 서구 복수동로 39-26    | 2004년 7월  |      |
| 오량마을 마루미            | ㈜천일건설     | ㈜천일건설     | 서구 복수중로 30       | 2006년 9월  |      |
| 초록마을 3단지 복수 리슈빌 | 계룡건설산업   | 계룡산업㈜     | 서구 복수동로51번길 43 | 2006년 1월  |      |
| 초록마을 5단지             | (합)중흥주택   | (합)중흥주택   | 서구 유등로17번길 109  | 2005년 4월  |      |

## 교육
- 대전복수초등학교
- 대전신계초등학교
- 대전대신중학교
- 대전신계중학교
- 동방여자중학교
- 대전대신고등학교
- 대전복수고등학교
- 대전과학기술대학교